# Halle-Ingooigem 2019
La Halle-Ingooigem 2019, settantaduesima edizione della corsa e valevole come evento dell'UCI Europe Tour 2019 categoria 1.1, si svolse il 26 giugno 2019 su un percorso di 200,9 km, con partenza da Halle e arrivo a Ingooigem, in Belgio. La vittoria fu appannaggio del belga Dries De Bondt, il quale completò il percorso in 4h34'01", alla media di 43,99 km/h, precedendo l'olandese Piotr Havik e il connazionale Philippe Gilbert.
Sul traguardo di Ingooigem 77 ciclisti, su 113 partiti da Halle, portarono a termine la competizione.

## Squadre e corridori partecipanti
| N.    | Cod. | Squadra                    |
| ----- | ---- | -------------------------- |
| 1-7   | DQT  | Deceuninck-Quick-Step      |
| 11-17 | CPT  | CCC Team                   |
| 21-27 | BEL  | Belgio                     |
| 31-37 | SVB  | Sport Vlaanderen-Baloise   |
| 41-47 | WGG  | Wanty-Gobert Cycling Team  |
| 51-57 | COF  | Cofidis, Solutions Crédits |
| 61-67 | ROC  | Roompot-Charles            |
| 71-77 | COC  | Corendon-Circus            |
| 81-86 | ICA  | Israel Cycling Academy     |
| 91-97 | WVA  | Wallonie Bruxelles         |

| N.      | Cod. | Squadra                    |
| ------- | ---- | -------------------------- |
| 101-107 | VCB  | Vital Concept-B&B Hotels   |
| 112-117 | BRT  | BEAT Cycling Club          |
| 121-127 | DCC  | Drapac Cannondale Holistic |
| 131-136 | PSB  | Pauwels Sauzen-Bingoal     |
| 141-147 | EVO  | EvoPro Racing              |
| 151-157 | ACA  | Pro Racing Sunshine Coast  |
| 161-167 | TIS  | Tarteletto-Isorex          |
| 171-177 | CIB  | Cibel                      |
| 181-187 | STF  | Start Cycling Team         |

## Ordine d'arrivo (Top 10)
| Pos. | Corridore        | Squadra    | Tempo    |
| ---- | ---------------- | ---------- | -------- |
| 1    | Dries De Bondt   | Corendon   | 4h34'01" |
| 2    | Piotr Havik      | BEAT       | s.t.     |
| 3    | Philippe Gilbert | Deceuninck | a 3"     |
| 4    | Hugo Hofstetter  | Cofidis    | s.t.     |
| 5    | Boris Vallée     | Wanty      | s.t.     |
| 6    | Lionel Taminiaux | Wallonie   | s.t.     |
| 7    | Jonas Koch       | CCC        | s.t.     |
| 8    | Piet Allegaert   | Sport Vl.  | s.t.     |
| 9    | Michael Freiberg | Sunshine   | s.t.     |
| 10   | Kelland O'Brien  | Sunshine   | s.t.     |